# Arturo Triangi di Maderno e Laces
Arturo Corrado Luigi Triangi, Conte del Sacro Romano Impero, di Maderno e Laces (Fiesole, 18 febbraio 1864 – Firenze, 3 marzo 1935), è stato un militare e politico italiano.
È stato Ministro della Marina del Regno d'Italia nel Governo Boselli (16 giugno-16 luglio 1917).